# Schoenocephalium teretifolium
Schoenocephalium teretifolium Maguire è una pianta della famiglia delle Rapateaceae, tipica delle savane oligotrofiche dello scudo della Guiana, tra Colombia e Venezuela.

## Descrizione
È una pianta erbacea perenne, con fusto eretto, foglie inguainate e lunghi peduncoli sulla cui sommità si aprono infiorescenze particolarmente attraenti con brattee colorate che proteggono sia l'infiorescenza intera che i singoli fiori.

### Foglie
Sono lunghe, inguainate, inserite a spirale alla base. Protette da una cuticola spessa.

### Fiore
Le infiorescenze, molto decorative e fortemente colorate in rosso, rosa e bianco, si trovano alla sommità del peduncolo e persistono a lungo, motivo per cui sono oggetto di raccolta e commercializzazione da parte di associazioni locali appositamente autorizzate dalle autorità ambientali.

## Distribuzione e habitat
È presente esclusivamente nell'ecozona neotropicale ed in particolare è stata studiata nella regione a cavallo tra i dipartimenti di Guainía e Vaupés in Colombia e lo stato di Amazonas in Venezuela, denominata estrella fluvial de Inírida e riconosciuta come sito RAMSAR.
Può crescere in ambienti di savana, in zone di umidità persistente,  intorno ai tepui, sia sulle coste come sulla sommità, nelle foreste dello scudo della Guiana. Le condizioni di sviluppo sono difficili da riprodurre, rendendo complicata la riproduzione al di fuori delle popolazioni naturali, ma esistono dei protocolli già sperimentati e in uso presso associazioni autorizzate di produttori, che hanno permesso la moltiplicazione delle piante attraverso i getti laterali.
Nell'ambito della tribù delle Schoenocephalieae, le popolazioni sono spesso simpatriche, ma questa specie si caratterizza per colonizzare anche gli habitat più esposti.

## Tassonomia
S. teretifolium è una delle quattro specie comprese nel suo genere. Questo, insieme al genere Kunhardtia e al genere Guacamaya è stato compreso nella tribù Schoenocephalieae della sottofamiglia Saxofridericioideae

## Conservazione
Malgrado non ci sia uno studio specifico e quindi non sia compresa nella lista rossa IUCN, la specie è stata oggetto di sfruttamento disordinato e l'autorità ambientale colombiana (CDA: Corporación Para el Desarrollo Sostenible del Norte y el Oriente Amazónico) ne ha proibito la raccolta, il trasporto e la commercializzazione e un piano di gestione particolare è stato approvato in modo che le popolazioni locali possano sfruttarne in modo sostenibile le potenzialità.